# Sònia Malo Pérez
Sònia Malo Pérez és una corredora de muntanya i de curses de raquetes de neu catalana.
Sònia Malo és una corredora de muntanya, especialitzada en curses de raquetes de neu, que ha format part del Centre Excursionista de Sant Vicenç de Castellet, i també del Centre Excursionista Vilassar. L'any 2006 aconseguí aconssegui situar-se entre les 3 millors corredores de la Copa d'Espanya, en la V Cursa d'Alta Muntanya del Berguedà. Els anys 2008 i 2009 guanyà la Copa Catalana de raquetes de neu, i l'any 2008 es classificà en tercer lloc a la Copa d'Europa. L'any 2009, dins de la festa de l'Esport Santvicenti, va rebre el premi al Millor Esportista Absolut de la temporada 2008/09.